# Wilhelm Bauer (1945)
Wilhelm Bauer (Y888) je cvičná a experimentální diesel-elektrická ponorka německého námořnictva typu XXI, provozovaná v letech 1960–1982. Původně byla postavena za druhé světové války pro německou kriegsmarine jako U-2540. Roku 1945 ji potopila vlastní posádka, roku 1957 byla vyzvednuta a opravena. Od roku 1984 slouží jako muzejní loď v Deutsches Schiffahrtsmuseum (DSM) v Bremerhavenu.

## Stavba

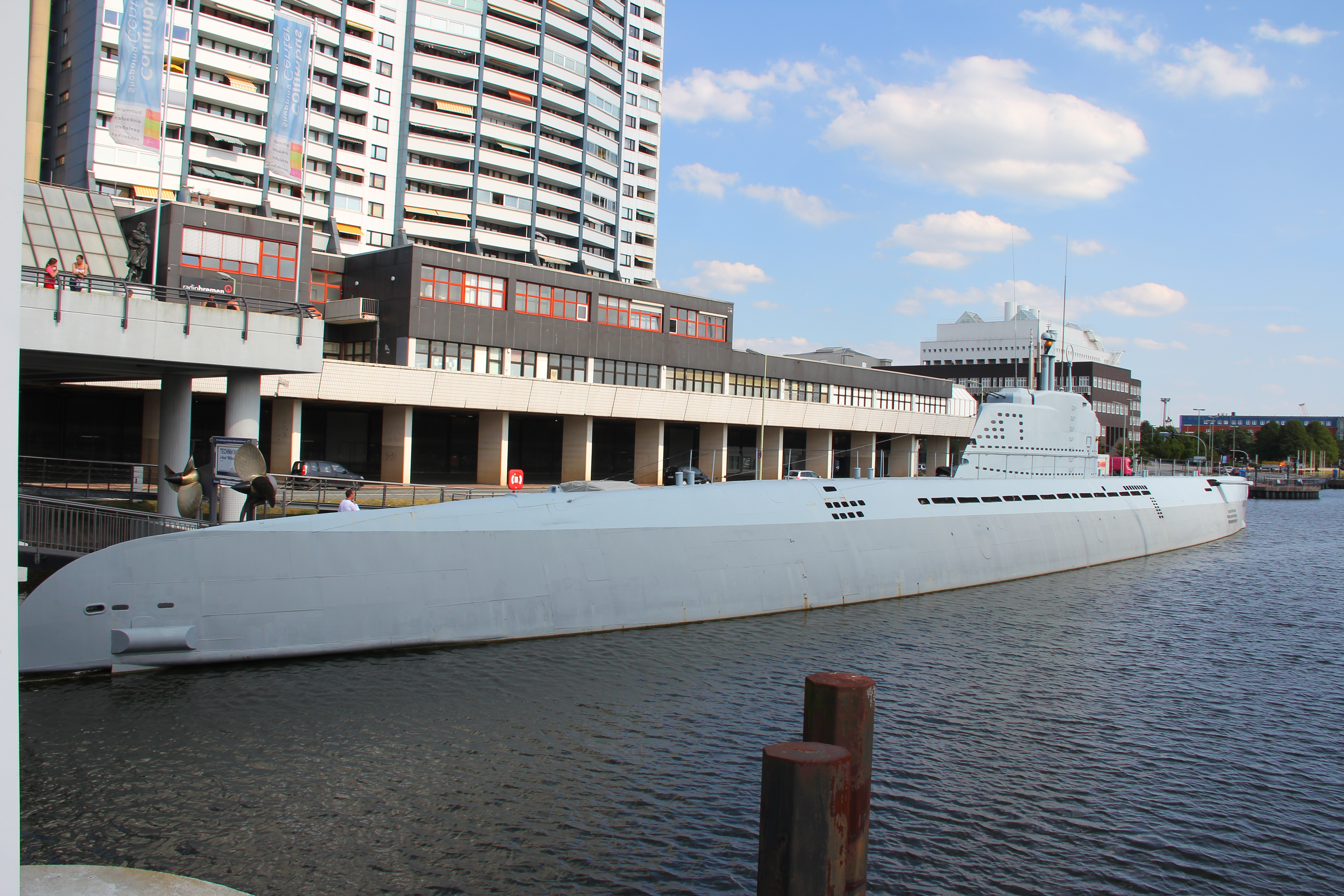
Wilhelm Bauer

Stavba ponorky U-2540 byla objednána roku 1943. Provedla ji loděnice Blohm & Voss v Hamburku. Kýl byl založen v říjnu 1944, na vodu byla spuštěna 13. ledna 1945 a do služby byla přijata v únoru 1945. Dne 4. května 1945 ponorku poblíž Flensburgu potopila vlastní posádka. Roku 1957 byla vyzvednuta a opravena (z věže zmizely věžičky s kanóny). V září 1960 se vrátila do služby jako Wilhelm Bauer. Sloužila k výcviku ponorkových posádek a jako pokusné plavidlo.

## Konstrukce

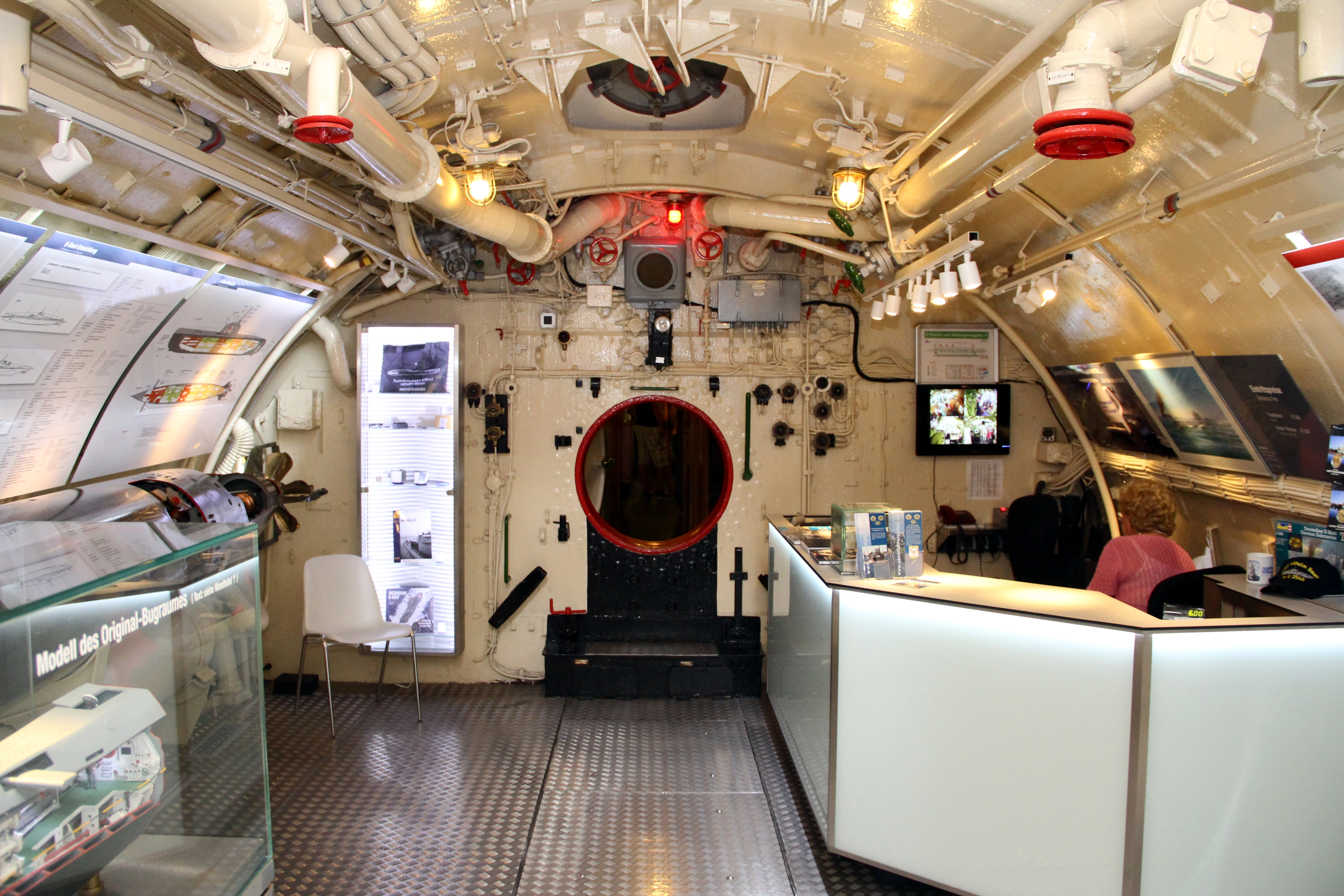
Wilhelm Bauer

Výzbroj tvoří čtyři 533mm torpédomety se zásobou 23 torpéd. Pohonný systém tvoří dva diesely o výkonu 4000 hp, dva elektromotory o výkonu 4400 hp a dva pomocné motory o výkonu 226 hp, pohánějící dva lodní šrouby. Nejvyšší rychlost dosahuje 15,6 uzlu na hladině a 17,2 uzlu pod hladinou. Dosah je 15 500 námořních mil při rychlosti 10 uzlů na hladině a 340 námořních mil při rychlosti 5 uzlů pod hladinou.
V 60. letech ponorka zkušebně dostala pohonný systém odpovídající ponorkám typu 206, tedy dva diesel-generátory a jeden elektromotor, pohánějící jeden lodní šroub.